# Ринкон, Фредди
Фре́дди Эусе́био Густа́во Ринко́н Вале́нсия (исп. Freddy Eusebio Gustavo Rincón Valencia; 14 августа 1966, Буэнавентура, Валье-дель-Каука — 13 апреля 2022, Кали) — колумбийский футболист, полузащитник.

## Карьера

### Клубная
Ринкон начал свою карьеру в клубе «Атлетико Буэнавентура» в 1986 году, затем выступал за «Индепендьенте Санта-Фе» и «Америка Кали», в первый год с которой Ринкон стал чемпионом Колумбии, а в 1992 году повторил это достижение. В 1993 году Ринкон перешёл в бразильский клуб «Палмейрас», с которым победил в чемпионате Бразилии и Лиге Паулиста. После ЧМ-1994 Ринкон уехал в Италию в клуб «Наполи», в котором отыграл один сезон. Летом 1995 года перешёл в мадридский «Реал» по приглашению тогдашнего тренера «сливочных» Хорхе Вальдано. Закрепиться в основном составе «Реала» Ринкону не удалось, играл он нечасто, а реакцией на его ошибки были расистские выкрики болельщиков. После увольнения Вальдано Ринкон также был вынужден уйти. В 1996 году Фредди вернулся в «Палмейрас» и стал плеймейкером этой команды. Затем в той же роли он выступал за «Коринтианс» и помог команде выиграть два чемпионата Бразилии, лигу Паулиста и клубный чемпионат мира. Затем Ринкон выступал за «Сантос», «Крузейро» и снова за «Коринтианс», в котором и завершил карьеру.

### Международная
За сборную Колумбии Ринкон выступал с 1990 по 2001 год, участвовал в трёх чемпионатах мира и трёх Кубках Америки. В 1990 году на мировом первенстве в Италии именно гол Ринкона 16 июля в матче с будущим чемпионом, сборной ФРГ, забитый между ног Бодо Илльгнеру, вывел колумбийцев во второй раунд турнира. На следующем первенстве колумбийцы проиграли два матча из трёх, зато в одном из отборочных матчей того первенства 6 сентября 1993 года обыграли Аргентину со счётом 5:0, и в той игре два мяча забил Ринкон.

### Тренерская
В начале 2007 года Ринкон руководил клубом «Сан-Бенту», но после серии неудачных матчей попросил о своей отставке. В 2019 году работал помощником Хорхе Луиса Пинто в «Мильонариосе».

## Проблемы с законом
10 марта 2007 года Ринкон был арестован бразильской полицией в своём доме в Сан-Паулу согласно ордеру на арест, выданному Верховным судом Бразилии по запросу от прокуратуры Панамы через Интерпол. Ринкон обвинялся в отмывании денег в Панаме и в торговле наркотиками вместе с Пабло Районом Монтаньо, арестованным в августе 2006 года. Вскоре Ринкона отпустили под залог и подписку о невыезде, а затем и освободили.
В конце апреля 2015 года Ринкон вновь был объявлен в международный розыск.

## Смерть
11 апреля 2022 года автомобиль футболиста столкнулся с автобусом. С травмой головы Ринкон был доставлен в больницу, где скончался 13 апреля.
Похоронен в городе Кали.

## Достижения
- Чемпион Колумбии: 1990, 1992
- Чемпион Бразилии: 1994, 1998, 1999
- Чемпион штата Сан-Паулу: 1994, 1999
- Клубный чемпион мира: 2000